# اندیس دره ملکی
دره ملکی یک اندیس فلزی است که در حوالی شهر مرزن آباد استان مازندران قرار دارد و مادهٔ معدنی موجود در آن، سرب و روی است.  